# Język yagua
Język yagua (llagua, yahua, yava, yegua) – zagrożony wymarciem język Indian Yagua z północno-wschodniego Peru. Jest jedynym żywym przedstawicielem rodziny peba-yaguańskiej.